# 관이
관이(關彛, 217? ~ 264년)는 중국 삼국시대 촉한(蜀漢)의 장군이다.

## 행적
촉한의 맹장 관우(關羽)의 손자이자 그의 차남 관흥(關興)의 서자였다.
아버지 관흥과 형 관통(關統)이 죽자 조부 관우의 명칭인 한수정후(漢壽亭侯)직을 승계받았다. 후에 촉한이 멸망한 후, 264년 강유(姜維)와 종회(鐘會)가 성도에서 봉기할 때, 조부 관우가 죽인 방덕(龐德)의 아들 방회(龐會)에게 주살당했다.
이 때의 일로 관우 일족의 대부분이 참살당하였으며 관우의 대는 결국 끊어진 것으로 알려졌으나, 형주가 오나라에 역류되어 투항했을 때 형주에 거주하던 일족의 대가 이어져 67대손이 한국전쟁에 인민군으로 참전한 것으로 밝혀졌다.